# Eva Kaili

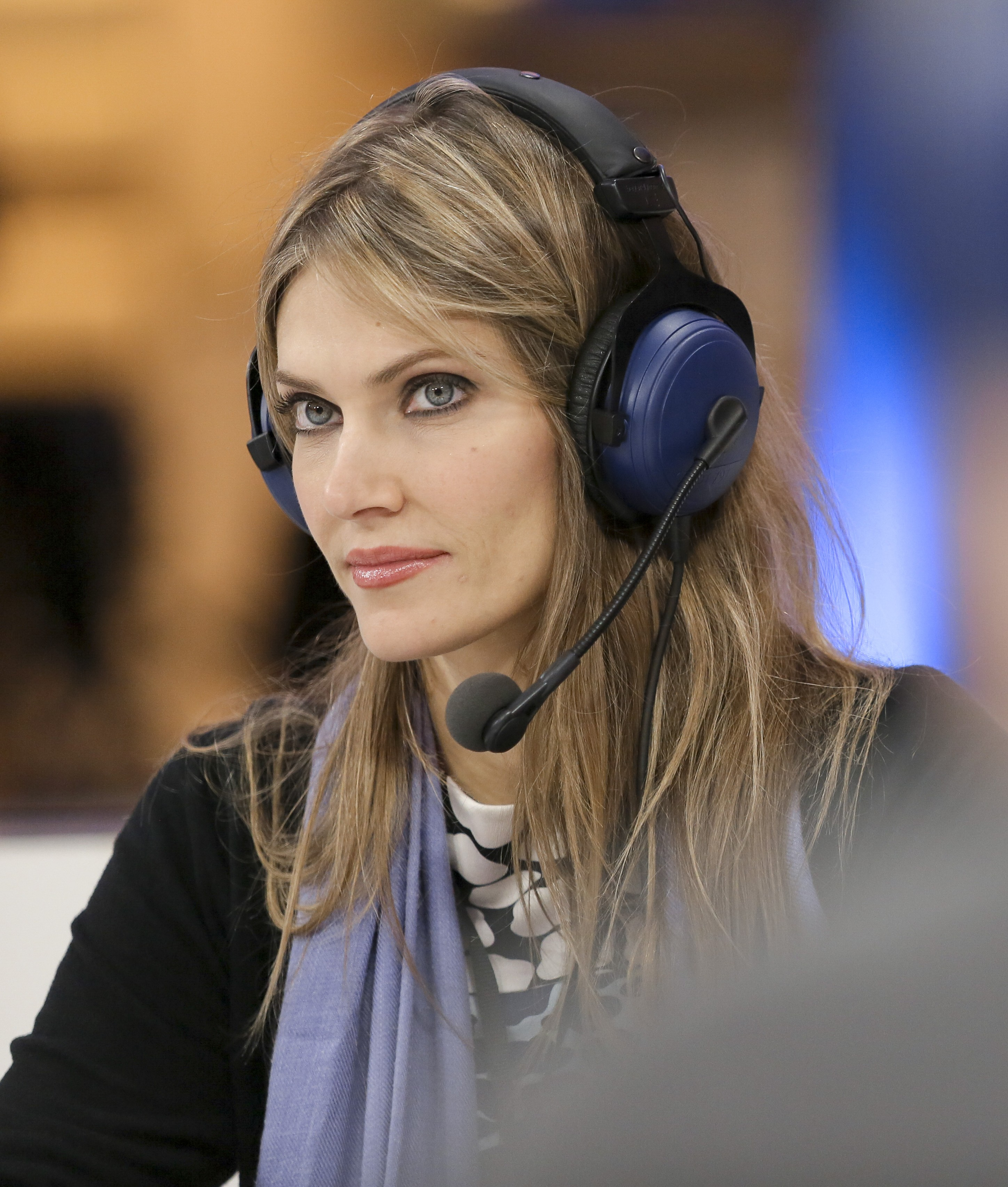
Eva Kaili im Europäischen Parlament bei einer Debatte zu Korruptionsbekämpfung (2014)

Evdoxia „Eva“ Kaili (griechisch Ευδοξία «Εύα» Καϊλή, * 26. Oktober 1978 in Thessaloniki) ist eine griechische Politikerin und Mitglied des Europäischen Parlaments. Bis zu ihrem Ausschluss am 9. Dezember 2022 nach dem Bekanntwerden von Korruptionsvorwürfen war sie Mitglied der sozialdemokratischen PASOK-KINAL. Von ihrem Amt als Vizepräsidentin des Europäischen Parlaments wurde sie am 13. Dezember 2022 abgesetzt.

## Leben

### Ausbildung und Beruf
Kaili studierte von 1998 bis 2004 Architektur und Bauwesen an der Aristoteles-Universität Thessaloniki und erhielt dort einen Bachelor of Arts. Nach Abschluss des Studiums machte sie eine Ausbildung zur Journalistin. Von 2006 bis 2008 absolvierte sie ein Masterstudium für Internationale und Europäischen Beziehungen an der Universität Piräus. Neben dem Studium arbeitete sie von 2004 bis 2007 als Nachrichtensprecherin für den griechischen Fernsehsender MEGA TV.

### Politische Karriere in Griechenland
Als 20-jährige Studentin wurde sie 1998 für die PASOK in den Stadtrat von Thessaloniki gewählt. Bei den Parlamentswahlen 2007 kam sie erstmals ins griechische Parlament und wurde 2009 wiedergewählt. Innerhalb der PASOK galt Eva Kaili als eigensinnig und unangepasst. Immer wieder ging sie auf Distanz zur Parteilinie. Anfang November 2011 verweigerte sie dem damaligen Ministerpräsidenten Georgios Papandreou die Gefolgschaft und forderte ihn zum Rücktritt auf, nachdem er überraschend ein Referendum über den Sparkurs der Regierung vorgeschlagen hatte. Ihre Weigerung war der Auftakt einer innerparteilichen Rebellion, die zum Sturz Papandreous führte. Wegen ihres Aussehens wurde Kaili in ihrem Heimatland des Öfteren sexistisch angefeindet und verlor schließlich an Unterstützung. Der damalige PASOK-Vorsitzende Evangelos Venizelos, der aus demselben Wahlkreis wie Kaili kam, kandidierte dort 2012 selbst, sodass Kaili aus dem nationalen Parlament ausschied.
Sie arbeitete bis 2013 als PR-Beraterin und orientierte sich in Richtung EU. Von 2013 bis 2014 war sie Vorsitzende des Zentrums für Geschlechtergleichstellung, das dem griechischen Innenministerium untersteht. Innerparteilich blieb sie auch später streitbar, so kommentierte sie die Einigung Griechenlands im Streit um den Namen Mazedonien mit dem gleichnamigen slawischen Nachbarland ablehnend als „irreparablen Schaden für die Geschichte, Mazedonien und die Griechen“, was der Position der konservativen Oppositionspartei Nea Dimokratia (ND) und nicht der ihrer eigenen Partei entsprach.

### Europaabgeordnete
Bei der Europawahl 2014 wurde sie als Abgeordnete in das Europäische Parlament gewählt. Dort war sie eines der jüngsten Mitglieder überhaupt. Sie wurde Vorsitzende der Delegation für die Beziehungen zur Parlamentarischen Versammlung der NATO und Mitglied in der Konferenz der Delegationsvorsitze, im Ausschuss für Industrie, Forschung und Energie und im Sonderausschuss zu Steuervorbescheiden und anderen Maßnahmen ähnlicher Art oder Wirkung. Im Januar 2022 wurde sie zu einer der vierzehn Vizepräsidenten des EU-Parlaments gewählt.
Anfang November 2022 reiste Kaili nach Katar, obwohl der Besuch einer größeren EU-Delegation kurz zuvor verschoben worden war. Am 22. November 2022 lobte sie in einer Rede im EU-Parlament die Entwicklung der Menschenrechtslage in Katar und bezeichnete das Land trotz der menschenunwürdigen Situation der Arbeitsmigranten in Katar als „führend bei den Arbeitsrechten“.

### Korruptionsskandal
Am Abend des 9. Dezember 2022, dem Welt-Anti-Korruptions-Tag, wurde Kaili nach einer ganztägigen Razzia mit 16 Durchsuchungen und mehreren Festnahmen, bei der insgesamt 1,5 Mio. Euro Bargeld beschlagnahmt wurden, trotz ihrer während der laufenden Sitzungsperiode bestehenden Immunität als Abgeordnete in Brüssel wegen mutmaßlicher Korruption in flagranti festgenommen.
Die belgische Staatsanwaltschaft hatte die Durchsuchungen im Zusammenhang mit ihren seit Juli 2022 unter größter Geheimhaltung geführten Ermittlungen wegen bandenmäßiger Korruption, Geldwäsche, versuchter Einflussnahme eines ungenannten „Golfstaats“ und Bildung einer kriminellen Vereinigung angeordnet. Am Morgen des 9. Dezember 2022 war bereits Kailis Lebensgefährte Francesco Giorgi verhaftet worden, ein Mitarbeiter der sozialdemokratischen Fraktion im Europaparlament, mit dem sie seit fünf Jahren liiert ist und eine zweijährige Tochter hat.
Laut Informationen der Nachrichtenagentur AFP waren die Ermittler in der gemeinsamen Wohnung auf hohe Bargeldbestände in Säcken gestoßen.
Große Mengen Bargeld waren belgischen Justizkreisen zufolge zuvor bei ihrem Vater Alexandros Kailis entdeckt worden, der das Geld in einem Koffer aus der Wohnung gebracht hatte und ebenfalls kurzzeitig festgenommen wurde.
Der zunächst ungenannte Staat wurde von den Medien sehr schnell mit Katar identifiziert. Die PASOK schloss Kaili nach Bekanntwerden der „Ermittlungen der belgischen Behörden zur Korruption europäischer Beamter“ noch am selben Tag aus der Partei aus.
Ihre Mitgliedschaft in der S&D-Fraktion des Europaparlaments wurde suspendiert. Noch am 9. Dezember 2022 erging gegen Kaili ein Haftbefehl.
Am 10. Dezember 2022 gab die griechische Behörde zur Bekämpfung von Geldwäsche bekannt, dass sie das Vermögen Kailis und ihrer zum Teil der Beihilfe zur Geldwäsche verdächtigen Angehörigen in Griechenland eingefroren hat.
Mit dem früheren sozialdemokratischen Europaabgeordneten Pier Antonio Panzeri und dem Direktor einer von ihm gegründeten NGO gehören neben Kailis Lebensgefährten zwei weitere Italiener zu den Hauptbeschuldigten. In Italien wurde auch Panzeris Ehefrau unter Hausarrest gestellt. Der ebenfalls in Brüssel festgenommene Generalsekretär des Internationalen Gewerkschaftsbundes, Luca Visentini, kam nach seiner Befragung wieder frei.
Von ihrem Amt als Vizepräsidentin wurde Kaili nach ihrer Festnahme am 10. Dezember 2022 zunächst suspendiert und am 13. Dezember 2022 durch die Abgeordneten des Europäischen Parlaments bei zwei Enthaltungen und einer Gegenstimme förmlich abgewählt.
Die Anti-Korruptionsorganisation Transparency International beklagte eine „Kultur der Straflosigkeit“ im Europäischen Parlament, es handle sich bei der Affäre „nicht um einen Einzelfall“, sondern es mangele an unabhängiger Kontrolle. Lobbycontrol bezeichnete die Ereignisse als „schwerwiegendsten Korruptionsskandal im EU-Parlament seit Jahrzehnten, sollte sich der Verdacht gegen Kaili und andere bestätigen“. Kaili selbst bestreitet jegliche Vorwürfe.
Über ihren Anwalt meldete sie sich am 13. Dezember aus der Untersuchungshaft und ließ erklären, sie sei unschuldig und habe nichts mit Geldflüssen aus Katar zu tun. Tags darauf legte ihr Freund Giorgi im Verhör laut Medienberichten ein Teilgeständnis ab, er habe Korruptionsgelder aus Katar und Marokko verwaltet, Kopf der Bande sei Panzeri gewesen.
Kaili nahm am 14. Dezember 2022 nicht wie angekündigt an der richterlichen Vernehmung der Hauptbeschuldigten im Brüsseler Justizpalast teil, weil sie ihren Haftort aufgrund eines Streiks der belgischen Justizvollzugsbeamten nicht verlassen konnte; sie sollte dem Gericht am 22. Dezember vorgeführt werden.
Am 15. Dezember 2022 beantragte die Europäische Staatsanwaltschaft die Aufhebung der Immunität von Kaili. Es bestehe der Verdacht auf Betrug zum Nachteil des Haushalts der Europäischen Union.
Dabei geht es um einen anderen, von der EU-Betrugsbekämpfungsbehörde OLAF verfolgten Verdacht wegen möglicher Betrügereien bei der Entlohnung von Parlamentsmitarbeitern.
Nach vier Monaten Untersuchungshaft in Belgien wurde Kaili am 14. April 2023 in den Hausarrest mit der Auflage des Tragens einer elektronischen Fußfessel entlassen, nachdem an dem aus ihrer Wohnung transportieren Bargeld keinerlei von ihr stammende Fingerabdrücke festgestellt wurden. Am 25. Mai wurde schließlich ihr Hausarrest und die mit ihm verbundenen Auflagen aufgehoben. Sie bestreitet die Vorwürfe der Mitgliedschaft in einer kriminellen Vereinigung, Korruption und Geldwäsche.

## Dokumentarfilm
- Helmar Büchel: Gekaufte Politik? Europa in der Korruptionskrise. In: ZDF/Arte 2023, 11. April 2024 (91 Min.).